# Langdysse
En Langdysse er en aflang gravhøj fra Yngre stenalder (bondestenalder). Først brandgrave senere med gravkamre bygget af store stenblokke.
I Danmark anlagdes stendysserne fra omkring 3500 f.Kr.
I de ældste høje var der kun plads til en enkelt eller få personer, men senere blev flere begravet i samme kammer. De døde fik som regel personlige ejendele med og lerkar med mad og drikke.
- De ældste langdysser har brændte grave og er bygget uden stenkammer. De er aflange høje med sten langs højens fod.
- Senere langdysser har stenkammer; men er ikke bygget, så der kan have været en overligger. Der findes rester af en brændt planke-overdækning.
- Senere byggede man langdysser med en aflang stensætning omkring, der kunne symbolisere et langhus med et solidt lille stenhus (dyssekammeret) til hvert lig. Undertiden har disse dyssekamre en ekstra stor sten midt for ved hver gavl. I nogle tilfælde har der parvist stået pæle ved den ene ende af dyssen.
- De yngste langdysser har flere dyssekamre og gange, så kamrene har kunnet bruges til flere begravelser og vel også en form for forfædredyrkelse.

Nogle langdysser er meget store. Den største i det nuværende Danmark findes i Kobberup sogn ved Skive; men den er temmelig beskadiget, men blev i 1900 af Nationalmuseet opmålt til 184,5 m. Ved Lindeskov på Fyn findes en langdysse, som er 160 m lang, og en langdysse ved Vedsted ved Haderslev er næsten lige så stor. De fleste er omkring 30 m lange og op til 10 m i bredden.
Kamrenes længderetning er meget vekslende,
mest omkring NV.-SØ og i reglen med
åbningen mod SØ.
Langdysser var fællesgrave bestemte til at tage
flere gravlægninger efter hinanden, og man ser nogle steder, at de er udvidet flere gange. Bygningen har ofte vist
sig at være meget solid. I kamrene findes dels
skeletdele af de gravlagte, dels følgegods: I de ældste
tyndnakkede flintøkser, rav med indboringer,
lerkar med næsten kugleformet bug og høj,
snæver hals.

## Eksterne kilder og henvisninger
- Salmonsens Leksikon på Projekt Runeberg